# Hello Fascination
Hello Fascination — студийный альбом американского дуэта Breathe Carolina, выпущенный 18 августа 2009 года на Fearless Records. Продюсерами выступили Mike Green и Matt Squire. Альбому предшествовали два сингла «Hello Fascination» и «I.D.G.A.F.», который является аббревиатурой фразы «I don’t give a fuck».

## Информация об альбоме
Альбом был выпущен 18 августа 2009 года, а делюкс-версия с 5 бонус-треками вышла 6 июля 2010 года эксклюзивно для «iTunes Store». В чарте журнала «Billboard» диск достиг 43-го места, пробыв в хит-параде 2 недели. Из успехов диска в других чартах следует отметить 2-е место в Top Electronic Albums. На синглы «Hello Fascination» и «I.D.G.A.F.» были сняты клипы. Диск также был выпущен на виниле ограниченным тиражом 1000 экземпляров.
В обзоре для Allmusic Тим Сендра (альбом получил оценку 3,5 из 5) в целом оценил диск положительно и отметил, что альбом «не станет лучшим альбомом года по оценке критиков, но во время прослушивания, тупые стихи, энергичные бабблгам мелодии и общее ощущение счастья заставят вас почувствовать себя хорошо». Дрю Берингер в обзоре для сайта AbsolutePunk.net раскритиковал альбом, заметив что группа «продаст много экземпляров альбома, что безусловно хорошо для них, однако этот факт никак не сможет изменить презрение к группе со стороны уважающих себя ценителей музыки».

## Список композиций
| №                   | Название                                     | Длительность |
| ------------------- | -------------------------------------------- | ------------ |
| 1.                  | «Hello Fascination»                          | 3:21         |
| 2.                  | «I'm the Type of Person to Take It Personal» | 4:14         |
| 3.                  | «Take Me to Infinity»                        | 3:35         |
| 4.                  | «Dressed Up to Undress»                      | 3:40         |
| 5.                  | «I.D.G.A.F.»                                 | 3:14         |
| 6.                  | «Welcome to Savannah»                        | 3:36         |
| 7.                  | «I Have to Go Return Some Video Tapes»       | 3:43         |
| 8.                  | «The Dressing Room»                          | 3:28         |
| 9.                  | «Tripped and Fell in Portland»               | 3:56         |
| 10.                 | «Can I Take You Home?»                       | 3:53         |
| 11.                 | «My Obsession»                               | 4:22         |
| 12.                 | «Velvet»                                     | 3:15         |
| 13.                 | «Rescue»                                     | 4:57         |
| Общая длительность: | Общая длительность:                          | 49:20        |

| №   | Название                                                                             | Длительность |
| --- | ------------------------------------------------------------------------------------ | ------------ |
| 14. | «Have You Ever Danced?» (featuring Jeffree Star, Austin Carlile and Dave Strauchman) | 4:34         |
| 15. | «Don't Forget: Lock the Doors» (originally appeared on the Gossip EP)                | 3:51         |
| 16. | «I.D.G.A.F.» (radio edit)                                                            | 3:14         |
| 17. | «Hello Fascination» (Sex Machine Remix by Marco DeSantos and Luke Tierney)           | 3:22         |
| 18. | «Hello Fascination» (DJ Sucio Remix)                                                 | 3:22         |
| 19. | «Can I Take You Home?» (Smile Future remix)                                          | 5:14         |
| 20. | «With or Without You» (U2 cover)                                                     | 3:56         |
| 21. | «See You Again» (Miley Cyrus cover, originally released on Punk Goes Pop 2)          | 3:23         |